# Szamossy László
Szamossy László (Pest, 1866. április 27. – Bécs, 1909. január 2.) festőművész, zenész.

## Élete
Első mestere édesapja, Szamossy Elek volt, de érdeklődött a zene iránt is. Így került a budapesti zeneakadémiára tanulni. Ezután Münchenbe ment festészetet tanulni, majd apja híres tanítványához, Munkácsy Mihályhoz került Párizsba. Ezután legtöbbet Rómában dolgozott Fraknói Vilmos püspöknél, ahol sokat másolt. Az előkelő szalonok kedvence lett gyönyörű hegedűjátéka miatt.

## Híres arcképei
- Doria-Pamfili herceg
- Vannutelli bíboros
- gróf Szécsen Miklós, vatikáni nagykövet
- Fraknói Vilmos
- Hubay Jenő